# Distrikt San Juan (Cajamarca)
Der Distrikt San Juan liegt in der Provinz Cajamarca in der Region Cajamarca in Nordwest-Peru. Der Distrikt wurde am 5. April 1935 gegründet. Er besitzt eine Fläche von 72,3 km². Beim Zensus 2017 wurden 4564 Einwohner gezählt. Im Jahr 1993 lag die Einwohnerzahl bei 4332, im Jahr 2007 bei 4789. Sitz der Distriktverwaltung ist die  2316 m hoch gelegene Ortschaft San Juan mit 1031 Einwohnern (Stand 2017). San Juan befindet sich 14 km südlich der Provinz- und Regionshauptstadt Cajamarca. Die Nationalstraße 8 von Cajamarca nach Westen zur Pazifikküste führt durch den Distrikt.

## Geographische Lage
Der Distrikt San Juan liegt in der peruanischen Westkordillere südzentral in der Provinz Cajamarca. Der Fluss Río Jequetepeque (im Oberlauf Río Huacraruco, Río San Juan, Río Magdalena) fließt entlang der südlichen Distriktgrenze nach Westen und entwässert dabei das Areal. Im Westen und im Norden  wird der Distrikt von einem bis zu 3700 m hohen Gebirgskamm eingerahmt.
Der Distrikt San Juan grenzt im Süden an den Distrikt Asunción, im Westen an den Distrikt Magdalena, im Norden an den Distrikt Cajamarca sowie im Osten an den Distrikt Jesús.

## Ortschaften
Im Distrikt gibt es neben dem Hauptort folgende größere Ortschaften:
- La Laguna
- Yumagual Alto